# Uwe Gensheimer
Uwe Gensheimer (Mannheim, 26 de octubre de 1986) es un exbalonmanista alemán. Jugaba en la posición de extremo izquierdo y su último equipo fue el Rhein-Neckar Löwen
Debutó con la selección alemana el 25 de noviembre de 2005 en un partido contra Eslovenia. Desde entonces ha sido internacional en 170 ocasiones, anotando 809 goles.

## Palmarés

### Selección nacional
| Juegos Olímpicos | Juegos Olímpicos | Juegos Olímpicos  | Juegos Olímpicos |
| Año              | Lugar            | Medalla           |                  |
| ---------------- | ---------------- | ----------------- | ---------------- |
| Río de Janeiro   | Río de Janeiro   | Medalla de bronce |                  |

### Rhein-Neckar Löwen
- Copa EHF (1): 2013
- Liga de Alemania de balonmano (2): 2015, 2016
- Copa de Alemania de balonmano (1): 2023

### PSG
- Liga de Francia de balonmano (3): 2017, 2018, 2019
- Copa de la Liga de balonmano (3): 2017, 2018, 2019
- Copa francesa de balonmano (1): 2018

### Galardones individuales
- Máximo goleador del Campeonato Europeo de Balonmano Juvenil: 2004.
- Mejor jugador del Campeonato Mundial de Balonmano Masculino Junior: 2007.
- Máximo goleador de la Liga de Campeones de la EHF: 2011.
- Mejor jugador de la temporada en la Bundesliga: 2010-11, 2011-12, 2012-13, 2013-14.

## Clubes
- Rhein-Neckar Löwen (2003-2016)
- PSG (2016-2019)
- Rhein-Neckar Löwen (2019-2024)